# Alba Roversi
Alba Roversi  (Valencia, Venezuela, 1961. augusztus 14. –) venezuelai színésznő.

## Élete
Alba Roversi 1961. augusztus 14-én született Valenciában. Édesanyja Flor Key. Ő a négy testvér közül a legfiatalabb. Második házasságából született fia, Enrique José Pereira-Álvarez.
Első szerepét 1981-ben kapta a María Fernanda című telenovellában. 1989-ben főszerepet játszott a Fabiola című telenovellában.

## Filmográfia
| Év          | Cím                                 | Szerep                                  | Megjegyzés       |
| ----------- | ----------------------------------- | --------------------------------------- | ---------------- |
| 1981        | María Fernanda                      |                                         |                  |
| 1982        | Lo que el amor no perdona           |                                         |                  |
| 1982        | Ligia Elena                         | Ligia Elena Irazabal                    | Főszereplő       |
| 1983        | Virginia                            |                                         |                  |
| 1983-1984   | Nacho                               |                                         |                  |
| 1984        | El retrato de un canalla            |                                         |                  |
| 1984        | Los Donatti                         |                                         |                  |
| 1985        | Las amazonas                        | Eloisa Lizárraga                        |                  |
| 1986        | Esa muchacha de ojos color café     | Caridad San Jose 'Carita                |                  |
| 1987        | Inmensamente Tuya                   |                                         |                  |
| 1989        | Fabiola                             | Fabiola                                 | Főszereplő       |
| 1991        | María María                         | María/Julia                             | Főszereplő       |
| 1991 - 1992 | La traidora                         | Valeria Montoya                         | Főszereplő       |
| 1992 - 1993 | Piel                                | Camila                                  | Főszereplő       |
| 1997        | María de los Ángeles                | Orquídea Córdoba Escalante              | Mellékszereplő   |
| 1998        | Niña mimada                         | Natalia Jorda                           | Mellékszereplő   |
| 1999        | Tiltott szerelem                    | Esperanza Salvat                        | Mellékszereplő   |
| 1999        | Carita Pintada                      | Piera Bernal                            |                  |
| 1999 - 2000 | Hay amores que matan                | Ifigenia Barreto                        | Mellékszereplő   |
| 2000 - 2001 | Angélica                            | Francisca Del Avila                     | Mellékszereplő   |
| 2001        | A calzón quitao                     | Clara Inés Ramírez                      | Főszereplő       |
| 2002        | Las González                        | Orquidea González                       | Mellékszereplő   |
| 2004        | Ángel rebelde                       | Elena Covarrubias Andueza               | Mellékszereplő   |
| 2005        | El amor no tiene precio             | Rosalía                                 | Negatív szereplő |
| 2006        | Ciudad Bendita                      | La Maga                                 | Mellékszereplő   |
| 2007 - 2008 | Arroz con leche                     | Teresa Pacheco                          | Mellékszereplő   |
| 2009        | Amor urbano                         | Önmaga                                  |                  |
| 2009        | Los misterios del amor              | Deborah Salazar                         | Mellékszereplő   |
| 2010 - 2011 | La mujer perfecta                   | Minerva León                            | Negatív szereplő |
| 2012        | Több mint testőr (Corazón valiente) | Nora del Castillo"La Madrina" / Lourdes | Mellékszereplő   |
| 2013        | Marido en alquiler                  | Maria Iris de Silva                     | Mellékszereplő   |